# Шелберн (Индијана)
Шелберн (енгл. Shelburn) град је у америчкој савезној држави Индијана.

## Демографија
По попису из 2010. године број становника је 1.252, што је 16 (-1,3%) становника мање него 2000. године.
| Група             | 2000.         | 2010.         |
| Белци             | 1.238 (97,6%) | 1.191 (95,1%) |
| Афроамериканци    | 3 (0,2%)      | 0 (0,0%)      |
| Азијати           | 2 (0,2%)      | 8 (0,6%)      |
| Хиспаноамериканци | 7 (0,6%)      | 15 (1,2%)     |
| Укупно            | 1.268         | 1.252         |